# Мельниково (Алтайский край)
Ме́льниково —  село в Новичихинском районе Алтайского края России. Административный центр Мельниковского сельсовета.

## История
Село основано в 1803 году.
Согласно  Закону Алтайского края от 05 октября 2007 годаМельниково возглавило образованное муниципальное образование «Мельниковский сельсовет».

## География
Находится на  западном берегу озера Горькое, вблизи лесного массива Барнаульский ленточный бор, на расстоянии 21 км от райцентра — села Новичиха.

## Население
| 1997  | 1998  | 1999  | 2000  | 2001  | 2002  | 2003  | 2004  | 2005  | 2006  | 2007  |
| ----- | ----- | ----- | ----- | ----- | ----- | ----- | ----- | ----- | ----- | ----- |
| 1218  | ↗1225 | ↘1223 | ↗1247 | ↘1201 | ↘1153 | ↗1161 | ↘1151 | ↘1138 | ↘1125 | ↘1094 |
| 2008  | 2009  | 2010  | 2011  | 2012  | 2013  |       |       |       |       |       |
| ↘1070 | ↘1019 | ↘939  | ↘937  | ↗938  | ↗947  |       |       |       |       |       |

Национальный состав
Согласно результатам переписи 2002 года, в национальной структуре населения русские составляли 95 % от 1169 жителей.

## Известные уроженцы и жители
- Иотка, Феодосий Антонович — Герой Советского Союза.
- Антонов, Виктор Васильевич — депутат Государственной думы России.

## Инфраструктура
МКОУ Мельниковская СОШ.
Администрация Мельниковского сельсовета.

## Транспорт
Посёлок доступен автомобильным транспортом по автодороге общего пользования регионального значения 01К-20 Поспелиха — Новичиха — Волчиха (идентификационный номер 01 ОП Р3 01К-20).